# Potok Radliński
Radliński Potok – potok biorący swój początek w Pszowie w powiecie wodzisławskim w Polsce, dopływ Lesznicy. Po kilku kilometrach uchodzi w Wodzisławiu Śląskim do Lesznicy.
Wraz z Jedłownickim Potokiem stanowią główny dopływ w górnym biegu Lesznicy, a czasami uznawany jest za główny dopływ Lesznicy z którego bierze ona początek. Potok Radliński przepływa głównie przez historyczny Radlin, gdzie uchodzi do rzeki Lesznicy.
Nazwa cieku wywodzi się od miejscowości Radlin, obecnie dzielnicy Wodzisławia Śląskiego.